# Great Himalaya Trail
Der Great Himalaya Trail (GHT) ist eine Fernwanderroute, die sich von Osten nach Westen durch die Himalaya-Region erstreckt. Ursprünglich als ein 1700 km langer Einzelpfad konzipiert, der sich vom östlichen bis zum westlichen Ende Nepals erstreckt, soll die geplante Gesamtlänge etwa 4500 Kilometer betragen. Sie verläuft vom Nanga Parbat in Pakistan bis nach Namjagbarwa in Tibet und durchquert dabei Indien, Nepal, Bhutan und Tibet. Wenn vollständig ausgebaut, wäre sie die längste und höchstgelegene alpine Wanderroute der Welt.

## Geschichte
Das Konzept des Great Himalaya Trail entstand in den 1980er Jahren, als verschiedene Bergsteiger und Entdecker begannen, Langstreckenwanderungen durch das Himalaya-Gebiet zu unternehmen. Eine bemerkenswerte Reise fand 1981 statt, als Peter Hillary und andere von Sikkim bis zum Karakorum wanderten.
In den Jahren 2008–09 absolvierte ein Team unter der Leitung von Robin Boustead den nepalesischen Abschnitt des Trails in zwei Trekking-Saisons, insgesamt in 162 Tagen. Im Jahr 2012 führte Apa Sherpa den "Climate Smart Celebrity Trek" an, um das Bewusstsein für den Klimawandel zu schärfen, und absolvierte die Route in 99 Tagen.

## Routenbeschreibung

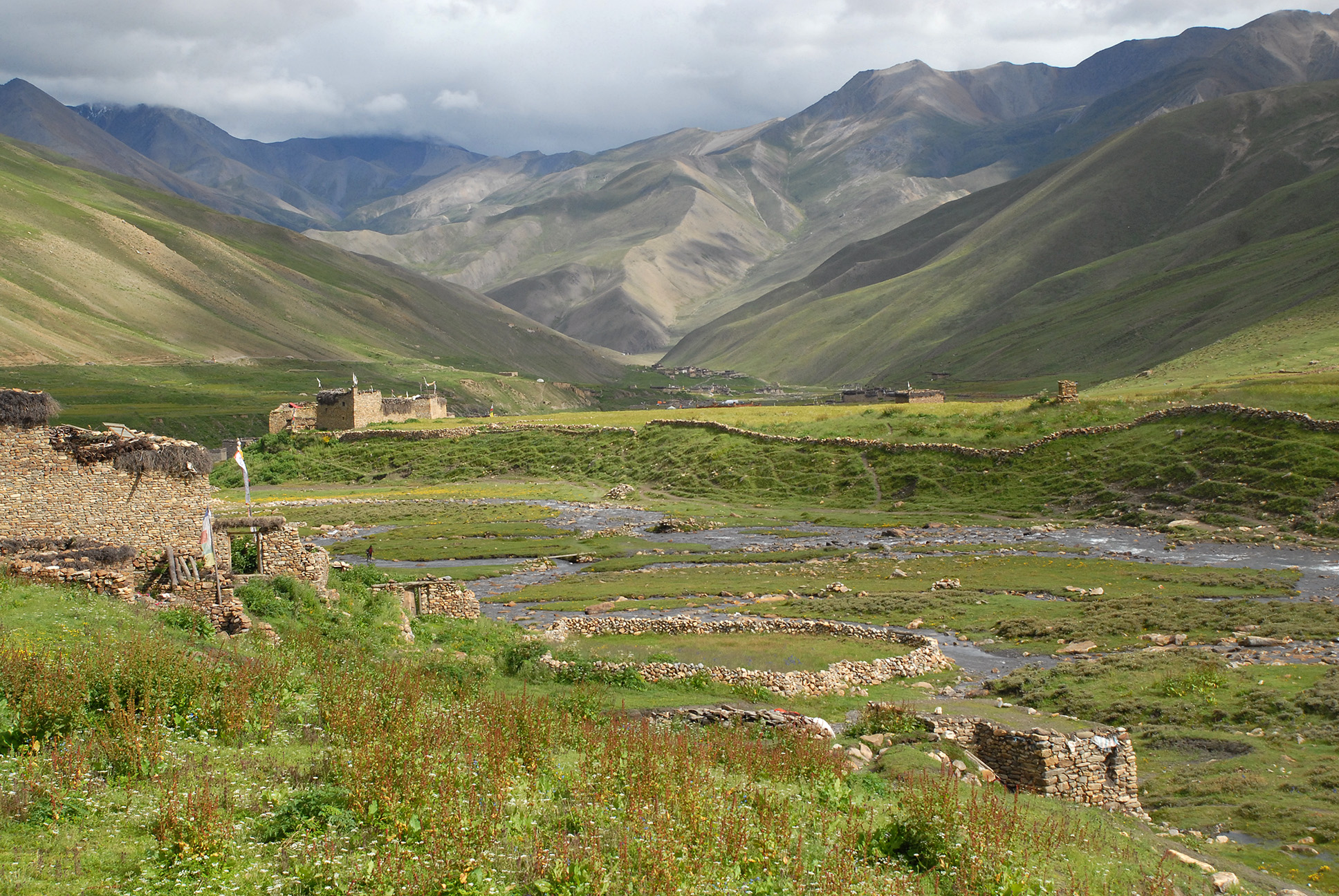
Dolpo – Eine Route des Great Himalaya Trail

Der Great Himalaya Trail ist in zwei Hauptstrecken unterteilt:

### Hochroute (High Route)
Diese Route beginnt am Kanchenjunga-Basislager und endet in Hilsa im Distrikt Humla. Sie ist etwa 1700 km lang und führt über mehrere hohe Himalaya-Pässe, einige mit Höhen von bis zu 6100 Metern. Die vollständige Wanderung dauert etwa 150 Tage und erfordert erfahrene Führer und spezielle Hochgebirgsausrüstung.

### Niederroute (Low Route)
Die Niederroute ist etwa 1500 Kilometer lang und dauert etwa 100 Tage. Sie verläuft durch die mittleren Hügel Nepals mit einer durchschnittlichen Höhe von etwa 2000 Metern. Der Weg führt durch kulturell reiche Dörfer, Wälder und terrassierte Felder.

## Nepal-Sektion
In Nepal führt der GHT durch 16 Bezirke, darunter Dolpa, Darchula, Solukhumbu, Annapurna, Manaslu, Ganesh Himal, Langtang, Rolwaling, Makalu Barun, Kanchenjunga, Rara und Humla. Der Weg bringt Wanderer mit einer Vielzahl lokaler Kulturen in Kontakt, darunter die Sherpa-Traditionen, die Bön-Religion und der Schamanismus.

## Bedeutung
Der Great Himalaya Trail ist mehr als nur eine Trekkingroute. Er verbindet unbekannte und abgelegene Bergregionen, fördert den nachhaltigen Tourismus und das sozioökonomische Wachstum. Der Trail schafft neue Einkommensmöglichkeiten für lokale Gemeinschaften und präsentiert Nepals Umwelt, Kultur und Biodiversität auf globaler Ebene.